# 坪井ミサト
坪井 ミサト（つぼい ミサト、1996年10月30日 - ）は、日本のタレント、女優。奈良県出身。プラチナムプロダクション所属。

## 経歴
2015年に「スタードラフト会議2015 in KANSAI」でグランプリを獲得し、芸能界入りする。
2017年は東京ヤクルトスワローズ公認サポーターを務めた。

## 人物
- 趣味はジムで鍛えること、ホットヨガ、料理、銭湯巡り。
- 自身のInstagramには度々ジムで筋トレを行なっていることを投稿しており、その際にへそピアスをつけたセクシーな腹筋を披露している。
- 特技は小学1年から中学3年まで9年間やっていた野球であり、球速最高記録は107km/h。TBS系「S☆1」と「SPORTS BULL」がコラボした企画「ブルブルボールチャレンジ」では、菊池雄星や青木宣親、山﨑康晃といったプロ野球選手の指導を受けてすぐさま成長をみせる様子が話題を呼んだ。
- 美コアインストラクターの資格を持っている。

## 出演

### テレビ

#### バラエティ・情報番組
- コヤぶるッ!SPORTS（関西テレビ）
- ちゃちゃ入れマンデー（関西テレビ）
- 超人女子（テレビ朝日）
- ビートたけしのスポーツ大将（テレビ朝日）
- さまスポ（テレビ東京）
- 今から、西野アナが行きますんで
- 発見!○○な人 ※稲村亜美より剛速球を投げる美女いる?企画にて91キロを出す
- 万年B組ヒムケン先生（TBS）
- 金曜日の聞きたい女たち（フジテレビ）
- 本能Z（CBCテレビ）
- スポテイナーJAPAN（2020年10月27日 - 、テレビ朝日）

#### ドラマ
- 人生が楽しくなる幸せの法則 （日本テレビ）
- カンナさーん! （TBS）
- フランケンシュタインの恋 （日本テレビ）
- 東京タラレバ娘 （日本テレビ）
- スーパーサラリーマン左江内氏 （日本テレビ）
- そして、誰もいなくなった （日本テレビ）
- CRISIS 公安機動捜査隊特捜班 （関西テレビ）
- 人は見た目が100パーセント （フジテレビ）
- 世にも奇妙な物語 （フジテレビ）
- 女囚セブン （テレビ朝日）
- 就活家族〜きっと、うまくいく〜 （テレビ朝日）
- あいの結婚相談所 （テレビ朝日）
- リテイク 時をかける想い （東海テレビ）
- 居酒屋ふじ （テレビ東京）

### 映画
- 来る

### WEB
- 会社は学校じゃねぇんだよ! （AbemaTV）

### 始球式
- BCリーグ・福島ホープス/岩村明憲選手引退式 （2017年9月10日）
- 埼玉西武ライオンズ対東北楽天ゴールデンイーグルス （2018年4月28日、メットライフドームにて初のプロ野球始球式）
- 中日ドラゴンズ対東京ヤクルトスワローズ （2018年7月6日、ナゴヤドーム　理研ビタミンPresents「リケンのノンオイル」でサラダを食べよう!ナイター ※始球式中止）
- 千葉ロッテマリーンズ対埼玉西武ライオンズ （2018年8月21日、東京ドーム 「ガンホースペシャルナイト」）
- 中日ドラゴンズ対東京ヤクルトスワローズ （2018年9月24日、ナゴヤドーム　理研ビタミンPresents「リケンのノンオイル」でサラダを食べよう!ナイター）
- ラミゴモンキーズ（台湾）2018年10月5日

### CM
- パンテーン （P&G）
- Skyscanner
- ファンタ（コカ・コーラ） 2016.4 - 2クール

### カタログ
- ディノス （2016年）

### WEB
- ファッションウォーカー